# Charles Rappoport
Pour les articles homonymes, voir Rappoport.
Charles Rappoport, né le 14 juin 1865 à Dūkštas en Lituanie et mort le 17 novembre 1941 à Cahors, est un militant socialiste et communiste français d'origine russe.

## Biographie

### Origines
Charles Rappoport naquit dans une famille juive du shtetl de Doutsky, en Lituanie russe. Il effectua ses études secondaires à Vilnius, où il fit son apprentissage politique.
Il émigre en France en 1887, peu après l'attentat contre le tsar Alexandre III de Russie.
Charles Rappoport et son épouse Sophie Rappoport-Oguse habitent Souancé-au-Perche de 1904 à 1908. Sophie y succéde à Madame Sarraute comme médecin. Charles Rappoport, grande figure des débuts du socialisme, doit rapidement quitter Souancé après s'être présenté aux élections municipales en 1908. Pour obliger les Rappoport à s'en aller, le comte de Souancé fit venir un médecin qui soignait les malades à ses frais.

### Engagement politique
Marxiste, il milite à la SFIO. En 1914, il dénonce l'acceptation par la SFIO de la Première Guerre mondiale, le vote des crédits de guerre, et la participation au gouvernement « d'union sacrée ». Il écrivit : « Une guerre malheureuse peut avoir des conséquences bienfaisantes. Mais la désirer pour cela est un crime ».
Après la guerre, il milite au sein de la SFIO pour que le parti rejoigne l'Internationale communiste. Lors du congrès de Tours en décembre 1920, il fait partie de la majorité qui fonde la Section Française de l'Internationale Communiste (qui devient plus tard le PCF), et il est élu au Comité directeur.
À la suite de la bolchevisation du PCF, il est écarté des responsabilités. En désaccord profond avec la ligne du parti et son soutien à l'Union soviétique, il quitte le PCF en 1938.
Au moment de la Seconde Guerre mondiale, il se retire à Saint-Cirq-Lapopie dans le Lot. Mort le 17 novembre 1941 à Cahors, il est d'abord inhumé Saint-Cirq-Lapopie, puis transféré au cimetière du Montparnasse (25e division) à Paris, où l'on peut lire sur sa tombe l'épitaphe suivante : « Le socialisme sans la liberté n'est pas le socialisme, la liberté sans le socialisme n'est pas la liberté ».

## Œuvres
- (de) Die sociale Frage und die Ethik, Berne, 1895.
- (de) Zur Charakteristik der Methode und Hauptrichtungen der Philosophie der Geschichte, Berne, 1897.
- Le matérialisme historique de Marx et l'idéalisme de Kant, Suresnes, 1900.
- La Philosophie sociale de Pierre Lavroff, 1901 [lire sur Wikisource]
- La Philosophie de l'histoire comme science de l'évolution :
  - Première édition : éditions G. Jacques, coll. « Bibliothèque d'études socialistes » XII, Paris, 1903, XV-247 p., (BNF 36054780).
  - Dernière édition : éditions Rivière, coll. « Études sur le devenir social » no 20 Paris, 1925, XV-247 p., (BNF 35593936).
- Pierre-Joseph Proudhon et le socialisme scientifique, Ed du Socialisme, sd.
- Un peu d'histoire : origines, doctrines et méthodes socialistes, Librairie Aristide Quillet, coll. « Encyclopédie socialiste, syndicale et coopérative de l'Internationale ouvrière » no 1, Paris, 1912, 524 p.-[4] p., (BNF 37270668). – Note : la collection était publiée sous la direction technique de Compère-Morel et de Jean-Lorris comme « directeur-propagateur ».
- La Révolution sociale, Librairie Aristide Quillet, coll. « Encyclopédie socialiste, syndicale et coopérative de l'Internationale ouvrière » no 4, Paris, 1912, 506 p.-[24] p., (BNF 37270753). – Note : la collection était publiée sous la direction technique de Compère-Morel et de Jean-Lorris comme « directeur-propagateur ».
- Jean Jaurès : l'homme, le penseur, le socialiste, préface d'Anatole France lire en ligne sur Gallica.
  - Première édition : éditions l'Émancipatrice, Paris, 1915, VII-432 p.-[2] p., (BNF 35593929).
  - Dernière édition : (préface de Claudie Weill ; postface et annotations de Daniel Lindenberg), Éditions Anthropos, 1984, XXXII-417 p.,  (ISBN 2-7157-1092-5), (BNF 34758831).
- Pourquoi nous sommes socialistes ?, Librairie Aristide Quillet, coll. « Encyclopédie socialiste, syndicale et coopérative de l'Internationale ouvrière » no 10, Paris, 1919, 653 p., (BNF 37270614). – Note : la collection était publiée sous la direction technique de Compère-Morel et de Jean-Lorris comme « directeur-propagateur ».
- Une vie révolutionnaire : 1883-1940 : les mémoires de Charles Rappoport (texte établi et annoté par Harvey Goldberg et Georges Haupt ; édition achevée et présentée par Marc Lagana), Maison des sciences de l'homme, Paris, 1991, 513 p.,  (ISBN 2-7351-0423-0), (BNF 35475707), (LCCN 93146996).